# شکاف کرک‌وود

شکاف‌های کرک‌وود

شکاف‌های کرک‌وود (به انگلیسی: Kirkwood gaps) نواحی خالی کمربند سیارک‌ها هستند که به دلیل گرانش قوی مشتری از آن‌جا رانده شده‌اند این مناطق در بخش‌هایی از مدار سیارک‌ها قرار می‌گیرند که نیم‌محور بزرگ مداری دارای دوره تناوبی آنها کسر ساده از دوره تناوب مدار مشتری باشد.
این شکاف‌ها اولین بار در سال ۱۸۷۵ و توسط دانیل کوئی‌پر اعلام شد.
معروفترین شکاف‌های کرک وود برابر است با:
- ۲٫۰۶ AU (۴:۱ resonance)
- ۲٫۵ AU (۳:۱ resonance), home to the Alinda family of asteroids
- ۲٫۸۲ AU (۵:۲ resonance)
- ۲٫۹۵ AU (۷:۳ resonance)
- ۳٫۲۷ AU (۲:۱ resonance), home to the  Griqua family  of asteroids

موارد ضعیف‌تر برابر است با:
- ۱٫۹ AU (۹:۲ resonance)
- ۲٫۲۵ AU (۷:۲ resonance)
- ۲٫۳۳ AU (۱۰:۳ resonance)
- ۲٫۷۱ AU (۸:۳ resonance)
- ۳٫۰۳ AU (۹:۴ resonance)
- ۳٫۰۷۵ AU (۱۱:۵ resonance)
- ۳٫۴۷ AU (۱۱:۶ resonance)
- ۳٫۷ AU (۵:۳ resonance)